# هادیه تاجیک
هادیه تاجیک Hadia Tajik (زاده ۱۹۸۳ میلادی) نخستین وزیر مسلمان کابینه دولت سوسیالیست نروژ است که در سال ۲۰۱۲ به سمت وزارت فرهنگ این کشور منصوب شد.
او در یک خانواده پاکستانی ساکن نروژ زاده شده و مدرک کارشناسی خود را در رشتهٔ روزنامه‌نگاری و کارشناسی ارشد را در رشتهٔ حقوق از دانشگاه اسلو گرفته و دکترا در رشتهٔ پژوهش‌های حقوق بشری را از دانشگاه کینگستون بریتانیا گرفته است.
پدر او یک مغازه‌دار به نام سرور تاجیک و مادرش صفیه قزلباش نام‌دارد.